# Starbucks
Старбакс (енгл. Starbucks) америчка је компанија којој је примарна делатност продаја напитака од кафе и у свом власништву има ланац кафића. Компанија је основана у Сијетлу 1971. године. Тренутно је у погону 26.696 пословница (13.327 у САД, 2.500 у Кини, 2.359 у Канади, 1.191 у Јапану и остало у разним државама).

## Историја
Прва пословница отворена је у Сијетлу, 30. марта 1971. године. Основали су је тројица партнера који су се упознали за време студентских дана док су студирали на Универзитету у Сан Франциску: професор енглеског језика Џери Болдвин, професор историје Зев Сијегл и писац Гордон Баукер. Компанија је добила име по морнару из дела Моби Дик, који се звао Старбак. Током прве године пословања нису послуживали већ скувану кафу, него су купци куповали цела пржена зрна кафе.
Током 1980-их година укупна продаја кафе у САД је била у опадању, али продаја специјалитета од кафе, односно напитака порасла је са 3% у 1983. години на 10% у 1989. До 1986. године компанија је у свом власништву имала 6 пословница у Сијетлу и започела је продају еспресо кафе.
До 1989. године компанија је отворила додатних 30-ак пословница, па је тада у свом власништву имала 46 пословница широм САД. Годишња потрошња кафе била је око 907.000 килограма.
Године 1992, Старбакс је имао 140 пословница и на годишњем нивоу приход од око 73 милиона долара (1987. године зарадили су 1,3 милиона долара). Тржишна вредност компаније је у то доба износила 271 милиона долара. Исте године продато је око 12% деоница компаније, па је тако добијено 25 милиона долара свежег капитала. Исти тај капитал омогућио је отварање нових пословница у идућих пар година.
Године 2013, преко 10% продате кафе и осталог вршило се путем мобилних апликација коришћењем Старбакс апликације.

## Локације
Седиште компаније смештено је у Сијетлу, где, према подацима из 2015. године, ради 3.501 радник.
Према подацима од 7. јула 2016. године, Старбакс је присутан на шест континената и 74 државе, са укупно 23.768 продавница.
| Африка - Египат: 32 - Мароко: 8 - Јужна Африка: 3 Северна Америка - Сједињене Државе: 13,327 - Канада: 2,359 - Мексико: 531 - Порторико: 22 - Бахами: 19 - Костарика: 12 - Салвадор: 11 - Гватемала: 7 - Панама: 5 - Аруба: 3 - Тринидад и Тобаго: 3 - Курасао: 2 Океанија - Нови Зеланд: 26 - Аустралија: 25 Јужна Америка - Бразил: 104 - Аргентина: 100 - Чиле: 91 - Перу: 81 - Колумбија: 18 - Боливија: 4 | Азија - Кина: 2,500 - Јапан: 1,191 - Јужна Кореја: 985 - Турска: 408 - Република Кина: 398 - Филипини: 300 - Тајланд: 264 - Индонезија: 249 - Малезија: 220 - Хонгконг: 147 - УАЕ: 138 - Сингапур: 125 - Саудијска Арабија: 92 - Индија: 89 - Кувајт: 89 - Либан: 30 - Вијетнам: 28 - Бахреин: 19 - Катар: 18 - Јордан: 14 - Оман: 11 - Казахстан: 11 - Кипар: 10 - Азербејџан: 4 - Брунеј: 4 - Камбоџа: 4 | Европа - Уједињено Краљевство: 884 - Њемачка: 161 - Француска: 121 - Русија: 107 - Шпанија: 107 - Ирска: 67 - Швајцарска: 63 - Холандија: 59 - Пољска: 45 - Грчка: 28 - Чешка: 26 - Румунија: 21 - Аустрија: 20 - Данска: 20 - Белгија: 19 - Норвешка: 17 - Шведска: 17 - Мађарска: 16 - Португалија: 11 - Финска: 8 - Бугарска: 5 - Србија: 5 - Словачка: 3 - Луксембург: 2 - Монако: 2 - Андора: 1 |